# 海灣

美国西岸的舊金山灣

海灣是一片三面環陸的海洋。與海灣相對的是三面環海的海岬或半岛。海灣所佔的面積一般比峡湾為大。
在英語中，海灣可根據面积的大小而分為“gulf”和，例如波斯灣（Persian Gulf）和辽东湾（Liaodong Bay）。除此之外，面积特别小的海湾称为“小湾”（cove）；开口很宽但是纵深极短的称为“阔湾”（bight）；纵深特别狭长的称为“内湾”（inlet）或“狭湾”，其中周边为悬崖的称作“峡湾”（fjord）；纵深较长但比峡湾宽的称为“湾峡”（sound）。

## 类别

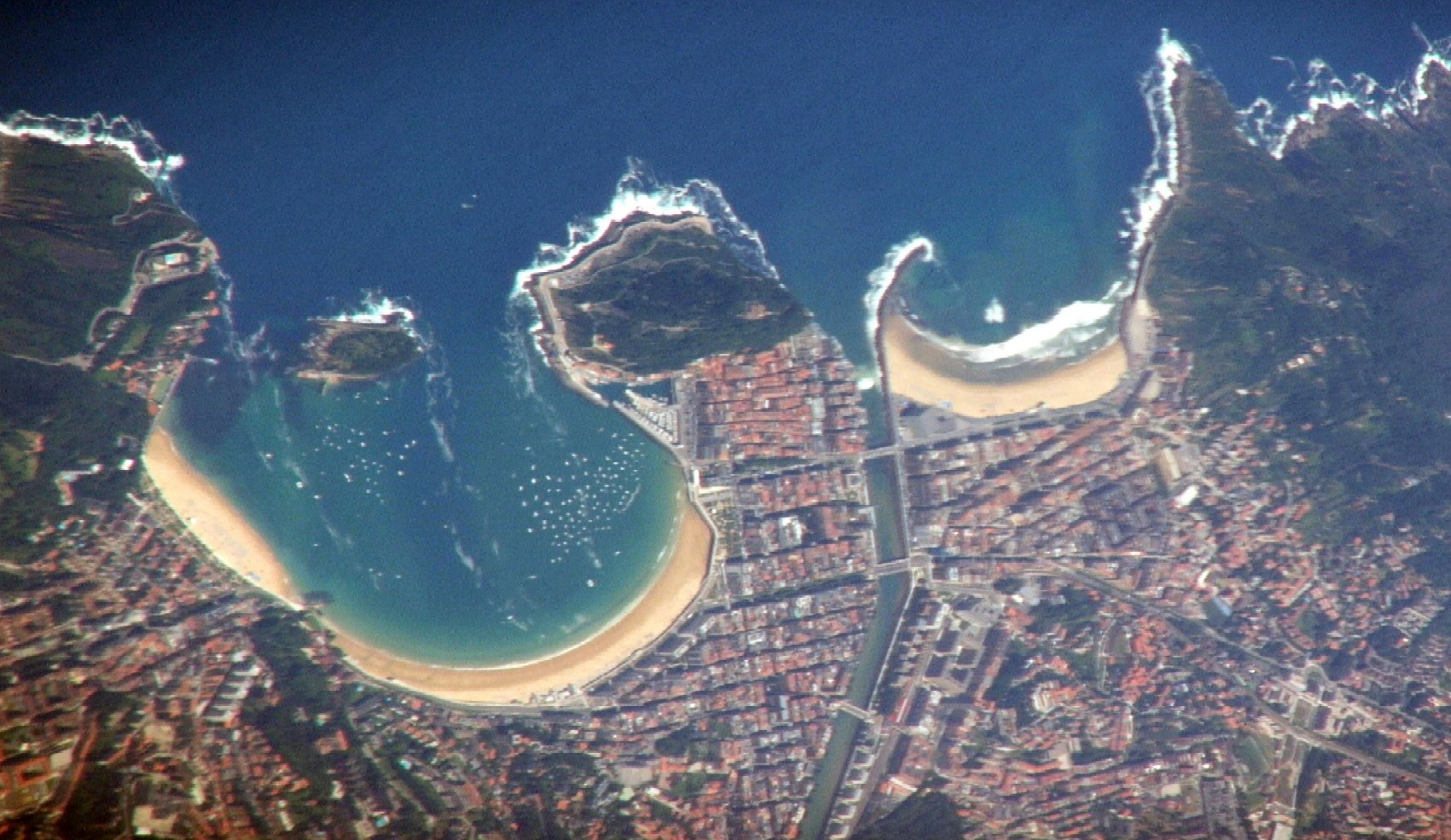
西班牙圣塞瓦斯蒂安的两个海湾，左边为半封闭式（出口有岛屿），右边为开放式

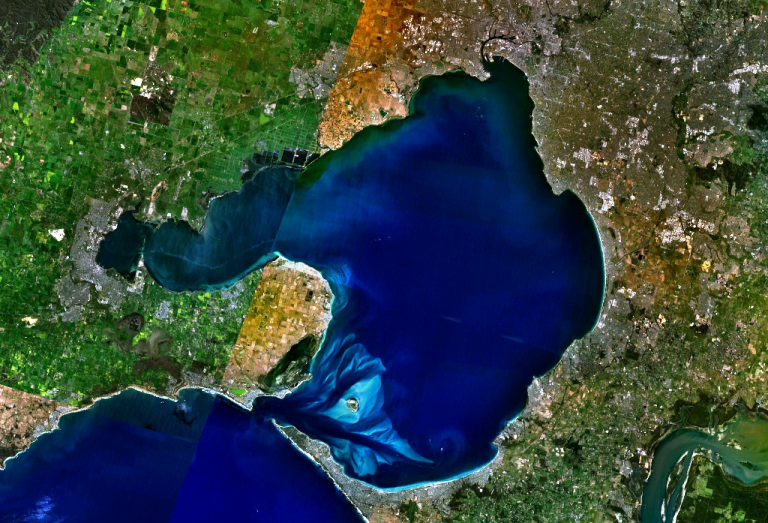
澳大利亚东南的菲利普港湾，一个典型的封闭式海湾

- 开放式（open）：海湾的出口为其最宽处；
- 封闭式（enclosed）：海湾的出口窄于其最宽处，两侧至少有一个半岛或岬角；
- 半封闭式（semi-enclosed）：海湾的出口较宽但因有岛屿而使得水道变窄；
  - 障后式（back-barrier）：由障壁岛或沙嘴（而非岛屿）拦挡形成的半封闭海湾[1]。

## 著名的海灣

### 非洲
- 几內亞灣
- 雪特拉灣

### 歐洲的大西洋
- 比斯開灣
- 萊姆灣
- 威姆士灣
- 歐洲的波羅的海和北海
- 波的尼亞灣
- 芬蘭灣
- 格但斯克灣
  - Bay of Puck
  - 維斯杜拉灣
- 波美拉尼亞灣
  - 什切青灣
- 格賴夫斯瓦爾德灣
- 馬薩諸塞灣
- 呂貝克灣
- 基爾灣
- 羅賓漢灣
- Riddarfjärden

### 歐洲的地中海
- 科托爾灣
- 那不勒斯灣
- 法馬古斯塔灣

### 亞洲
- 阿纳德尔湾 （俄罗斯）
- 舍列霍夫湾 （俄罗斯）
- 孟加拉灣 （缅甸、孟加拉国、印度）
- 渤海 （中国）
  - 渤海灣
  - 萊州灣
  - 遼東灣
- 东朝鲜湾 （北朝鲜）
- 西朝鲜湾 （中国、北朝鲜）
- 北部湾（中国、越南）
- 暹羅灣 （泰国、柬埔寨、越南)
- 托米尼灣
- 亞丁灣
- 波斯灣
- 筲箕灣 (香港)
- 銅鑼灣 (香港)

### 北美洲、中美洲和加勒比海
- 巴芬灣
- Bahía de Banderas
- 綠灣
- 豬玀灣
- 圣米格尔湾
- 芬迪灣
- 巴澤茲灣
- 科德角灣
- 乞沙比克灣（Chesapeake Bay）
- 德拉瓦灣
- 加爾維斯敦灣
- 喬治亞灣
- 大特拉弗斯灣
- 加利福尼亞灣 （墨西哥）
- 聖卡塔利那灣
- 緬因灣
- 墨西哥灣
- 巴拿馬灣
- 哈德遜灣 （加拿大）
- 詹姆斯灣
- 麻薩諸塞灣
- 莫比爾灣
- 蒙特利灣
- 納拉甘西特灣
- 佩諾斯卡灣
- 薩吉諾灣
- 舊金山灣
- 坦帕灣
- 桑德灣

### 南美洲
- 委內瑞拉灣
- 聖馬蒂亞斯灣
- 戈爾夫聖喬治

### 大洋洲
- 大澳大利亞灣
- 植物學灣
- 傑維斯灣
- 卡奔塔利亞灣
- 島嶼灣
- 豐盛灣
- 豪拉基灣
- 霍克灣
- 菲臘港灣
- 南塔拉納基灣
- 北塔拉納基灣
- 塔斯曼灣